# Who’s That Chick?
Who's That Chick? (ang. Co to za laska?) – piosenka dance-popowa w wykonaniu francuskiego DJ-a Davida Guetty oraz barbadoskiej wokalistki R&B Rihanny, stworzona i wyprodukowana przez Guettę, Giorgio Tuinforta i Frédérica Riestere'a. Utwór został wydany 22 listopada 2010 roku w formacie digital download jako szósty singel z reedycji albumu Guetty One Love.

## Tło
"Who's That Chick?" jest piosenką dance zawierającą w sobie elementy popu. Na początku 2010 roku David Guetta odtworzył utwór we francuskiej stacji radiowej, nie wdając się tym samym w dyskusję na temat następnego singla. W tym samym roku piosenka została potwierdzona jako singiel z reedycji albumu Guetty One Love, zatytułowanej One More Love. Piosenka została wydana w formacie digital download na arenie międzynarodowej 22 listopada 2010 roku oraz w Wielkiej Brytanii 28 listopada tego samego roku.

## Teledysk
"Who's That Chick?" zostało użyte do promocji nowego smaku "Late Night" amerykańskich chipsów Doritos. Do piosenki nakręcono cztery wideoklipy. Pierwszy przedstawia Rihannę w ciągu dnia, drugi w ciągu nocy, trzeci jest krótszy niż pozostałe, jest taki sam jak wersja dzienna, i nie występuje w nim David Guetta, a czwarty to połączenie wersji dziennej i nocnej, w której także nie występuje Guetta. Oba teledyski (wersja dzienna i nocna) różnią się pod względem oświetlenia, strojów, makijażu oraz choreografi.

## Osiągnięcia singla
"Who's That Chick?" od wydania zajmował na listach przebojów dość wysokie pozycje. W Australii znalazł się na 36 miejscu. 23 listopada 2011 zajął 7. pozycję w zestawieniu najpopularniejszych piosenek. Zadebiutował na 73. miejscu na Billboard Hot 100, i następnie spadł do 83. W trzecim tygodniu od premiery "Who's That Chick?" zajął 51. pozycję. W Irlandii 4., a w Wielkiej Brytanii 9., a potem 6. W tym samym tygodniu piosenka zajęła ostatecznie, pierwszą pozycję na UK Dance Chart.

## Lista utworów
- US[5]/European Digital download

1. "Who's That Chick?" (featuring Rihanna) – 2:47

- UK Digital download[6]

1. "Who's That Chick?" (featuring Rihanna) – 3:19

- German CD Single[7]

1. "Who's That Chick?" (Original Version) (featuring Rihanna) – 3:19
2. "Who's That Chick?" (FMIF! Remix) (featuring Rihanna) – 5:20

- AUS & US EP[8]

1. "Who's That Chick?" (Adam F Remix) (featuring Rihanna) – 5:00
2. "Who's That Chick?" (Extended Version) (featuring Rihanna) – 5:29
3. "Who's That Chick?" (Instrumental Version) (featuring Rihanna) – 3:18

## Personel
- Twórca tekstu – Kinda "Kee" Hamid, David Guetta, Giorgio Tuinfort, Frédéric Riesterer
- Producent muzyczny – David Guetta, Giorgio Tuinfort, Frédéric Riesterer
- Miksowanie – Véronica Ferraro
- Mastering – Bruno Gruel

## Notowania
| Listy (2010-11)                                          | Najwyższe pozycje |
| -------------------------------------------------------- | ----------------- |
| Australia (ARIA)                                         | 7                 |
| Austria (Ö3 Austria Top 40)                              | 4                 |
| Belgia (Ultratop Flandria)                               | 6                 |
| Belgia (Ultratop Walonia)                                | 1                 |
| Bułgaria (IFPI)                                          | 17                |
| Czechy (IFPI)                                            | 11                |
| Dania (Tracklisten)                                      | 26                |
| Finlandia (Suomen virallinen lista)                      | 5                 |
| Francja (SNEP)                                           | 5                 |
| Hiszpania (PROMUSICAE)                                   | 5                 |
| Holandia (Mega Single Top 100)                           | 6                 |
| Irlandia (IRMA)                                          | 4                 |
| Japonia (Japan Hot 100)                                  | 43                |
| Kanada (Canadian Hot 100)                                | 26                |
| Niemcy (Media Control Charts)                            | 6                 |
| Niemcy (German Download Charts)                          | 6                 |
| Norwegia (VG-Lista)                                      | 5                 |
| Nowa Zelandia (RIANZ)                                    | 8                 |
| Portugalia (Singles Top 50)                              | 50                |
| Słowacja (IFPI)                                          | 1                 |
| Stany Zjednoczone (Hot Dance Club Songs)                 | 1                 |
| Stany Zjednoczone (Top 40 Mainstream)                    | 33                |
| Stany Zjednoczone (Hot 100)                              | 51                |
| Świat (World Singles Top 40)                             | 13                |
| Szkocja (The Official Charts Company)                    | 4                 |
| Szwajcaria (Media Control AG)                            | 8                 |
| Szwecja (Sverigetopplistan)                              | 14                |
| Wielka Brytania (The Official Charts Company)            | 6                 |
| Wielka Brytania (UK Dance – The Official Charts Company) | 1                 |
| Włochy (FIMI)                                            | 11                |

| Notowanie (2010)              | Najwyższa pozycja |
| ----------------------------- | ----------------- |
| Australia (ARIA)              | 91                |
| Niemcy (Media Control Charts) | 90                |

| Państwo         | Status     |
| --------------- | ---------- |
| Australia       | 2x Platyna |
| Hiszpania       | Złoto      |
| Niemcy          | Złoto      |
| Nowa Zelandia   | Platyna    |
| Wielka Brytania | Srebro     |

## Historia wydania
| Państwo           | Data              | Format           |
| ----------------- | ----------------- | ---------------- |
| Australia         | 22 listopada 2010 | Digital download |
| Belgia            | 22 listopada 2010 | Digital download |
| Dania             | 22 listopada 2010 | Digital download |
| Finlandia         | 22 listopada 2010 | Digital download |
| Francja           | 22 listopada 2010 | Digital download |
| Hiszpania         | 22 listopada 2010 | Digital download |
| Holandia          | 22 listopada 2010 | Digital download |
| Niemcy            | 22 listopada 2010 | Digital download |
| Stany Zjednoczone | 22 listopada 2010 | Digital download |
| Szwecja           | 22 listopada 2010 | Digital download |
| Włochy            | 22 listopada 2010 | Digital download |
| Wielka Brytania   | 28 listopada 2010 | Digital download |
| Niemcy            | 26 listopada 2010 | CD single        |